# Kenneth Low
Pour les articles homonymes, voir Low.
Kenneth Low, né le 26 avril 1976 à Kuala Lumpur, est un joueur de squash professionnel représentant la Malaisie. Il atteint en août 2001, la 41e place mondiale, son meilleur classement. Il est champion d'Asie par équipes en 2000.

## Palmarès

### Titres
- Open de Kuala Lumpur : 1999
- Championnats d'Asie par équipes : 2000

### Finales
- Open de Kuala Lumpur : 2 finales (2001, 2002)
- Championnats d'Asie : 1998